# 陶良虎
陶良虎（1962年6月—），男，汉族，安徽枞阳人，享受国务院政府特殊津贴专家，武汉理工大学教授。

## 生平
1985年毕业于安徽师范大学政教系，1988年于中南财经大学获硕士学位，同年进入武汉工业大学工作。1991年加入中国共产党。2000年入职武汉理工大学经济学院。2004年于华中科技大学获博士学位。曾任武汉工业大学党委宣传部副部长、部长，湖北省委党校副校长、湖北省行政学院副院长，湖北省委党校常务副校长、省行政学院常务副院长。现任武汉理工大学教授、博士生导师。
2019年1月，任湖北省第十三届人民代表大会社会建设委员会副主任委员。

## 学术贡献
主要从事产业组织与企业竞争、产业结构与产业政策、区域经济战略与规划等领域研究工作。主持国家社会科学基金项目等课题多项，出版著作10余部。研究成果获湖北省社会科学优秀成果二等奖、三等奖等。